# UEFA
Unia Europejskich Związków Piłkarskich (fr. Union des Associations Européennes de Football, ang. Union of European Football Associations, niem. Union der europäischen Fußballverbände, UEFA) – międzynarodowa organizacja pozarządowa, zrzeszająca związki piłki nożnej z Europy i z Azji, założona 15 czerwca 1954 w Bazylei, w Szwajcarii.

## Organizacja
UEFA jest organizatorem europejskich pucharów (Liga Mistrzów UEFA, Liga Europy UEFA, Liga Konferencji UEFA, Superpuchar UEFA) oraz Mistrzostw Europy, a także Mistrzostw Europy w futsalu, Ligi Mistrzów Futsalu i Pucharu Regionów UEFA. Obecnie jej siedziba znajduje się w mieście Nyon w Szwajcarii.
Organizacja zrzesza 55 federacji narodowych, z Gibraltarem i Kosowem. Drużyny z 53 państw występują w męskiej Lidze Mistrzów i Lidze Europy (poza Liechtensteinem, którego drużyny piłkarskie należą do szwajcarskiego systemu ligowego i Kosowem, którego drużyny nie spełniały warunków licencyjnych w sezonie 2016/17). W Lidze Mistrzów Kobiet występują kluby z 47 krajowych federacji (bez Andory, Armenii, Liechtensteinu i San Marina, ligi z Azerbejdżanu i Gruzji zostały zawieszone), a Belgia i Holandia mają jedną wspólną ligę (BeNe League).
Do organizacji tej nie należą: 2 państwa (Monako, Watykan), 3 terytoria zależne (Guernsey, Jersey i Wyspa Man). Konkurencję dla UEFA w piłce nożnej stanowi Międzynarodowa Wyspiarska Federacja Sportu, a w futsalu UEFS (Union Europeenne de Futsal).
UEFA jest członkiem FIFA.

## Federacje krajowe należące do UEFA (chronologicznie)
1. Albania (1954)
2. Anglia (1954)
3. Austria (1954)
4. Belgia (1954)
5. Bułgaria (1954)
6. Dania (1954)
7. Finlandia (1954)
8. Francja (1954)
9. Grecja (1954)
10. Hiszpania (1954)
11. Holandia (1954)
12. Irlandia Północna (1954)
13. Islandia (1954)
14. Luksemburg (1954)
15. Niemcy (1954)
16. Norwegia (1954)
17. Portugalia (1954)
18. Rumunia (1954)
19. Szkocja (1954)
20. Szwajcaria (1954)
21. Szwecja (1954)
22. Walia (1954)
23. Polska (1955)
24. Włochy (1955)
25. Węgry (1957)
26. Irlandia (1958)
27. Malta (1960)
28. Cypr (1962)[b]
29. Turcja (1962)
30. Liechtenstein (1974)
31. San Marino (1988)
32. Wyspy Owcze (1990)
33. Armenia (1992)[b][c]
34. Chorwacja (1992)[d]
35. Estonia (1992)[c]
36. Gruzja (1992)[c]
37. Litwa (1992)[c]
38. Łotwa (1992)[c]
39. Rosja (1992)[c]
40. Ukraina (1992)[c]
41. Białoruś (1993)[c]
42. Czechy (1993)[e]
43. Mołdawia (1993)[c]
44. Słowacja (1993)[e]
45. Azerbejdżan (1994)[c]
46. Andora (1994)
47. Izrael (1994)[b]
48. Macedonia Północna (1994)[d]
49. Słowenia (1994)[d]
50. Bośnia i Hercegowina (1998)[d]
51. Kazachstan (2002)[c]
52. Serbia (2007)[f]
53. Czarnogóra (2007)[f]
54. Gibraltar (2013)
55. Kosowo (2016)[d]

## Organizowane rozgrywki

### Piłka nożna
UEFA organizuje 18 turniejów w piłce nożnej:

#### Klubowe
- Liga Mistrzów UEFA (turniej poprzedzony fazą kwalifikacyjną, najlepsza drużyna zagra w klubowych mistrzostwach świata)
- Liga Mistrzyń UEFA (turniej poprzedzony fazą kwalifikacyjną)
- Liga Europy UEFA (turniej poprzedzony fazą kwalifikacyjną, najlepszy klub zagra w Lidze Mistrzów UEFA)
- Liga Konferencji UEFA (turniej poprzedzony fazą kwalifikacyjną, najlepszy klub zagra w Lidze Europy UEFA)
- Liga Młodzieżowa UEFA (rozgrywki zaczynają się od fazy grupowej)
- Superpuchar Europy UEFA (rozgrywki rozpoczynają się pomiędzy zwycięzcami Ligi Mistrzów, a Ligi Europy po zakończeniu sezonu w europejskich pucharach wspomnianych lig)

#### Narodowe
- Eliminacje do mistrzostw świata w piłce nożnej
- Olimpijski turniej kwalifikacyjny w piłce nożnej kobiet (dla 4 najlepszych europejskich drużyn z mistrzostw świata, nie licząc dwóch najlepszych kwalifikujących się bez eliminacji[2])
- Eliminacje do mistrzostw świata w piłce nożnej kobiet
- Mistrzostwa Europy w piłce nożnej (mistrzostwa poprzedzone eliminacjami)
- Mistrzostwa Europy w piłce nożnej kobiet (mistrzostwa poprzedzone eliminacjami)
- Liga Narodów UEFA
- Liga Narodów UEFA Kobiet

#### Młodzieżowe
- Mistrzostwa Europy U-17 w piłce nożnej (mistrzostwa poprzedzone eliminacjami, 6 najlepszych drużyn awansuje do mistrzostw świata U-17)
- Mistrzostwa Europy U-19 w piłce nożnej (mistrzostwa poprzedzone eliminacjami, 6 najlepszych drużyn awansuje do mistrzostw świata U-20)
- Turniej Ośmiu Narodów U-20 (rozgrywki w formie ligi)
- Mistrzostwa Europy U-21 w piłce nożnej (mistrzostwa poprzedzone eliminacjami, 3 najlepsze drużyny awansują do igrzysk olimpijskich U-23[g])
- Mistrzostwa Europy U-17 w piłce nożnej kobiet (mistrzostwa poprzedzone eliminacjami, 3 najlepsze drużyny awansują do mistrzostw świata U-17)
- Mistrzostwa Europy U-19 w piłce nożnej kobiet (mistrzostwa poprzedzone eliminacjami, 4 najlepsze drużyny awansują do mistrzostw świata U-20)

#### Amatorskie
- Puchar Regionów UEFA (rozgrywki pucharowe zaczynają się od fazy grupowej)

### Futsal
Także 5 turniejów w futsalu:

#### Narodowe
- Eliminacje do mistrzostw świata w futsalu
- Mistrzostwa Europy w futsalu
- Mistrzostwa Europy w futsalu kobiet
- Mistrzostwa Europy U-19 w futsalu

#### Klubowe
- Liga Mistrzów Futsalu

### Piłka nożna plażowa
Konfederacja organizuje 3 turnieje w piłce nożnej plażowej:
Narodowe
- Eliminacje do mistrzostw świata w piłce nożnej plażowej
- Puchar Europy w piłce nożnej plażowej

#### Klubowe
- Europejska Liga piłki nożnej plażowej

## Kwalifikacje do mistrzostw świata
Do finałów mistrzostw świata awansowali następujący członkowie UEFA.
pogrubienie oznacza, że drużyna wygrała turniej
- 1930 – Belgia, Francja, Rumunia, Jugosławia
- 1934 – Austria, Belgia, Czechosłowacja, Francja, Niemcy, Węgry, Włochy, Holandia, Rumunia, Hiszpania, Szwecja, Szwajcaria
- 1938 – Belgia, Czechosłowacja, Francja, Niemcy, Węgry, Włochy, Holandia, Norwegia, Polska, Rumunia, Szwecja, Szwajcaria
- 1950 – Anglia, Włochy, Hiszpania, Szwecja, Szwajcaria, Jugosławia
- 1954 – Austria, Belgia, Czechosłowacja, Anglia, Francja, Węgry, Włochy, Szkocja, Szwajcaria, Turcja, RFN, Jugosławia
- 1958 – Austria, Czechosłowacja, Anglia, Francja, Węgry, Irlandia Północna, Szkocja, Szwecja, ZSRR, Walia, RFN, Jugosławia
- 1962 – Bułgaria, Czechosłowacja, Anglia, Węgry, Włochy, Hiszpania, Szwajcaria, ZSRR, RFN, Jugosławia
- 1966 – Bułgaria, Anglia, Francja, Węgry, Włochy, Portugalia, Hiszpania, Szwajcaria, ZSRR, RFN
- 1970 – Belgia, Bułgaria, Czechosłowacja, Anglia, Włochy, Rumunia, Szwecja, ZSRR, RFN (i Izrael, który zakwalifikował się jako członek AFC)
- 1974 – Bułgaria, NRD, Włochy, Holandia, Polska, Szkocja, Szwecja, RFN, Jugosławia
- 1978 – Austria, Francja, Węgry, Włochy, Holandia, Polska, Szkocja, Hiszpania, Szwecja, RFN
- 1982 – Austria, Belgia, Czechosłowacja, Anglia, Francja, Węgry, Włochy, Irlandia Północna, Polska, Szkocja, Hiszpania, ZSRR, RFN, Jugosławia
- 1986 – Belgia, Bułgaria, Dania, Anglia, Francja, Węgry, Włochy, Irlandia Północna, Polska, Portugalia, Szkocja, Hiszpania, ZSRR, RFN
- 1990 – Austria, Belgia, Czechosłowacja, Anglia, Irlandia, Włochy, Holandia, Rumunia, Szkocja, Hiszpania, Szwecja, ZSRR, RFN, Jugosławia
- 1994 – Belgia, Bułgaria, Niemcy, Grecja, Irlandia, Włochy, Holandia, Norwegia, Rumunia, Rosja, Hiszpania, Szwecja, Szwajcaria
- 1998 – Austria, Belgia, Bułgaria, Chorwacja, Dania, Anglia, Francja, Niemcy, Włochy, Holandia, Norwegia, Rumunia, Szkocja, Hiszpania, Jugosławia
- 2002 – Belgia, Chorwacja, Dania, Anglia, Francja, Niemcy, Irlandia, Włochy, Polska, Portugalia, Rosja, Słowenia, Hiszpania, Szwecja, Turcja
- 2006 – Chorwacja, Czechy, Anglia, Francja, Niemcy, Włochy, Holandia, Polska, Portugalia, Serbia i Czarnogóra, Hiszpania, Szwajcaria, Szwecja, Ukraina
- 2010 – Holandia, Dania, Szwajcaria, Słowacja, Niemcy, Hiszpania, Anglia, Serbia, Włochy, Francja, Portugalia, Grecja, Słowenia
- 2014 – Holandia, Belgia, Szwajcaria, Niemcy, Hiszpania, Anglia, Włochy, Francja, Portugalia, Grecja, Rosja, Chorwacja, Bośnia i Hercegowina
- 2018 – Rosja, Francja, Portugalia, Niemcy, Serbia, Polska, Anglia, Hiszpania, Belgia, Islandia, Szwajcaria, Chorwacja, Dania, Szwecja
- 2022 – Anglia, Belgia, Chorwacja, Dania, Francja, Hiszpania, Holandia, Niemcy, Polska, Portugalia, Serbia, Szwajcaria, Walia

## Władze UEFA

### Prezydenci UEFA
| Lp.  | Przewodniczący     | Federacja  | Kadencja  | Uwagi                                    |
| ---- | ------------------ | ---------- | --------- | ---------------------------------------- |
| 1.   | Ebbe Schwartz      | Dania      | 1954–1962 |                                          |
| 2.   | Gustav Wiederkehr  | Szwajcaria | 1962–1972 |                                          |
| 3.   | Artemio Franchi    | Włochy     | 1972–1983 |                                          |
| 4.   | Jacques Georges    | Francja    | 1983–1990 |                                          |
| 5.   | Lennart Johansson  | Szwecja    | 1990–2007 | mianowany honorowym przewodniczącym UEFA |
| 6.   | Michel Platini     | Francja    | 2007–2015 |                                          |
| p.o. | Ángel María Villar | Hiszpania  | 2015–2016 |                                          |
| 7.   | Aleksander Čeferin | Słowenia   | od 2016   |                                          |

W 2021, jako pierwszy Polak, wiceprezydentem UEFA został Zbigniew Boniek.

### Sekretarze generalni UEFA[4]
| Sekretarz generalny  | Federacja         | Kadencja  |
| -------------------- | ----------------- | --------- |
| Henri Delaunay       | Francja           | 1954–1955 |
| Pierre Delaunay      | Francja           | 1955–1960 |
| Hans Bangerter       | Szwajcaria        | 1960–1989 |
| Gerhard Aigner       | Niemcy            | 1989–1999 |
| Gerhard Aigner       | Niemcy            | 1999–2003 |
| Lars-Christer Olsson | Szwecja           | 2003–2007 |
| Gianni Infantino     | Szwajcaria Włochy | 2007      |
| David Taylor         | Szkocja           | 2007–2009 |
| Gianni Infantino     | Szwajcaria Włochy | 2009–2016 |
| Theodore Theodoridis | Grecja            | od 2016   |